# Чуфут-Кале
Чуфу́т-Кале́ (крим. Çufut Qale, «Юдейська Фортеця»), раніше Кирк-Ор (крим. Qırq Or, «Сорок замків»), Джевхер-Кермен (крим. Cevher Kermen, «Фортеця коштовностей»)  — середньовічне місто-фортеця у південно-західному Криму. Одне з найвідоміших і найбільших кримських «печерних міст», розташоване на внутрішній гряді Кримських гір за 3 км на схід від Бахчисараю. Пам'ятка культурної спадщини України національного значення. Із 2014 року, перебуває під російською окупацією.

## Варіанти назв
- Кирк-Єр, Кирк-Ор (крим. Qırq Yer, Qırq Or) — тюркська назва фортеці у ХІІІ–XVII століттях. У ХІХ ст. А. Гаркаві висунув гіпотезу про іраномовне (аланське) походження цього топоніму (від слова «кер-кері» — «фортеця для захисту тилу»), який міг бути переосмислений тюрками у дусі народної етимології;
- Кале (крим. Qale, Къале, фортеця)[2] — використовувалося в тарханних ярликах кримських ханів і караїмами, зокрема, у книгах надрукованих у чуфуткальській друкарні (заснована 1731 року)[3];
- Чуфут-Кале, Джуфут-Кале[4], Чіфут-Калесі — в перекладі з кримськотатарської мови «єврейська фортеця» (Cufut — єврей, Qale — фортеця). Назва відома з кінця XVII століття і використовується до сьогодні, у тому числі науковцями;
- Джевхер/Гевхер-Кермен (Gevher Kermen — в перекладі з кримськотатарської «фортеця коштовностей») — імовірно, назва дана через те, що в'їзди до фортеці могли бути прикрашеними напівдорогоцінним чи дорогоцінним камінням;
- Села Єгудім (Давньоєвр. סלע יהודים — скеля юдеїв (караїмською вимовою) та Села ха-Карай (у іврит. סלע הקראים — скеля караїмів) — назви, які вживалися виключно в караїмській літературі з другої половини XIX століття; перша запроваджена караїмським газзаном, дослідником і колекціонером А. С. Фірковичем;
- Чуфт-Кале, Джуфт-Кале (у перекладі з тюркського «подвійна (парна) фортеця», Чӱфт / Джӱфт — пара, Qale — фортеця) — найпізніша назва, яка з'являється на початку XX століття і використовується окремими караїмськими інтелектуалами пострадянської епохи.
- Окремі науковці ототожнювали Чуфут-Кале з середньовічним містом Фулли, яке відоме з раннього середньовіччя як центр православної єпархії, а у VIII—IX століттях ще й як хозарська фортеця. Більшість дослідників цю версію не поділяє.

## Історія
За результатами археологічних досліджень та аналізу писемних джерел можна виділити такі етапи історії городища:
1. VI–Х століття (частина дослідників вважає, що поселення виникло у Х–ХІ століттях). Засновано у місцевості, де основну частину населення становили алани, масове проникнення яких у Крим почалося в серед. ІІІ століття. На початку цього періоду створено оборонну систему, головною ланкою якої став Середній мур. Він перетинає плато в найвужчому місці та має браму (Орта-Капу, Середня брама). Перед стіною влаштовано рів, вирубаний у скелі, а перед північним флангом муру — ще два коротких рови, які захищали хвіртку, призначену для вилазок. Ущелини в урвищах перегородили короткими стінами. Біля них створили перші печерні приміщення для укриття вартових. Імовірно, у фортеці була християнська базиліка, на що вказують фрагменти ранньовізантійських мармурових архітектурних деталей у муруванні пізньосередньовічних споруд. На схилах плато відомо 3 ранньосередньовічних могильники. На плато матеріалів цього періоду мало. Це, імовірно, пов'язано з тим, що фортецю використовували як прихисток на випадок воєнної загрози і постійно тут перебувала лише невелика залога. Письмові згадки відсутні.
2. ХІ — сер. XIV століття. З'являються писемні джерела про фортецю. Припускають, що перша згадка про фортецю (1253) міститься у творі посланця французького короля Гійома де Рубрука, який повідомляв про «40 замків» між Судаком і Херсоном. У цьому разі це переклад тюркомовної назви «Кирк-Єр/Ор», під яким поселення відоме до XVII століття. Після утворення Кримського улуса Золотої орди Кирк-Єр став ставкою окремого тумену (тьми). Арабський літописець Рукнеддін Бейбарс згадує про пограбування Кирк-Єра 1299 військом золотоординського еміра Ногая. Арабський географ Абу-ль-Фіда (1321) повідомляє, що місцеве населення — аси (алани) — знаходять там прихисток під час воєнної загрози. Гіпотетично в районі брами Кічик-Капу на цьому етапі сформувався християнський печерний монастир — попередник Бахчисарайського Свято-Успенського монастиря;
3. Сер. XIV — XV століття. На початку цього періоду фортецю захопили татари, 1346 споруджено мечеть. У XIV столітті в місті поселилися караїми і створили тут свій торговельно-ремісничий осередок (нове місто). У 1420-х рр. кілька років фортецею володів Девлет-Берди, син Таш-Тимура і дядя майбутнього першого кримського хана. Особливого значення Кирк-Єр набув на початку існування незалежного Кримського ханату. У 2-й пол. 1430-х рр. чи на поч. 1440-х рр. засновник ханату Хаджі Ґерай переніс сюди із Солхата (нині м. Старий Крим) свою головну ставку — місто на кілька десятиліть стає столицею нової держави. Із цього часу на плато з'являється масовий археологічний матеріал. Забудовано територію Старого міста, реконструйовано оборонну систему, перебудовано мечеть (1455), споруджено мавзолей Джаніке Ханим (1437) — доньки хана Тохтамиша і сестри еміра Едигея. Перед Середнім муром з'явився торговельно-ремісничий посад, утворений юдейською (скоріш за все, караїмською) громадою. Із XV століття ханські ярлики згадують про 3 громади в місті: мусульманську, юдейську (більшість — караїми) та християнську. У 1459 року Хаджі Ґерай надав тарханну грамоту всім трьом громадам, тобто звільнив їх від виплат податків і зборів. У тарханній грамоті 1468 року хана Нур Девлет Ґерая мешканцям Кирк-Єра згадані вірмени. Є версія, що у правління першого кримського хана алани, греки та готи були витіснені із Кирк-Єра і фортеця була передана караїмам, проте імовірно тоді розпочався процес залишення міста православними. Хаджі Ґерай та його наступники у 1455—1551 рр. карбували в Кирк-Єрі монети. У 2-й пол. XV ст. у фортеці почали утримувати знатних полонених і послів ворожих держав, так, наприклад, у 1493 році там був ув'язнений посол Великого князівства Литовського і Руського Леж.
4. XVI — 2-га пол. ХІХ століття. На поч. XVI століття хан переїхав у палац — Девлет-Сарай — в урочищі Салачик біля підніжжя скелі, на якій стоїть Чуфут-Кале. Коли в 1-й пол. XVI століття в долині р. Чурук-Су (притока Качі) заснували новий ханський палац, навколо якого виросло м. Бахчисарай, татари почали залишати фортецю. Більшість населення в ній тепер становили юдеї, переважно караїми (яким було заборонено мешкати в Бахчисараї). Близько 1500 року до Криму з Персії переїхав караїмський просвітник Сінан Бей-Ходжа, який до смерті у 1551 році займався навчанням караїмів, іноді насильницькими методами. Його нащадки до сер. XVIII століття служили Ґераям, керували кінським і монетним дворами, мали почесний титул «ага» та очолювали караїмську громаду фортеці. У ханський період караїми користувалися внутрішньою судовою автономією. У середині XVII століття почали вживати нову назву міста — Чуфут-Кале, буквально «Юдейська/Єврейська фортеця» (у російських джерелах — «Жидовский городок»). У цей період споруджено Східний мур із брамою Біюк-Капу (Велика брама). Ще О. Бертьє-Делагард на основі фортифікаційних особливостей муру відносив його створення до XVI століття, що узгоджується з даними новітніх розкопок. Із цього часу бурхливо розвивалася житлова забудова як старої, так і нової, частин. Фортеця зберігала своє воєнне значення: так, 1628 тут під час міжусобної війни витримали облогу хан Мегмед Ґерай III та його брат калга-султан Шагін Ґерай. У XVII столітті кримські хани продовжували тримати в Чуфут-Кале важливих бранців, серед них польського гетьмана Миколая Потоцького (сер. століття), московських боярина Василя Бутурліна та князя Андрія Ромадановського (друга пол. століття). У другій пол. XVII століття, за повідомленням турецького мандрівника Евлія Челебі, вся адміністрація міста була караїмською («юдейською»). На той момент його, ймовірно, вже залишила не лише більшість татар, а й вірменів. Чуфут-Кале перетворився на духовний і культурний центр кримських караїмів. У 1731 році вони у його стінах відкрили першу в Криму типографію, яка з 1734 року почала друкувати книжки переважно на івриті. На сер. ХІХ століття у фортеці було 300 будинків та близькь 1600 жителів[5]. У другій пол. ХІХ століття мешканці цілком залишили поселення, оскільки після анексії Криму (1783) було скасовано заборону караїмам жити в Бахчисараї. У 1844—1867 роках у Чуфут-Кале діяла караїмська школа, яка мала сприяти утриманню жителів у місті. Одним з останніх його мешканців був газзан, дослідник та колекціонер А. С. Фіркович (1786/87–1874), який переїхав туди з Луцька. Він висував плани переселення у місто караїмів із Литви чи суботників із Персії, але реалізувати їх не вдалося. Релігійний центр караїмів у ХІХ ст. було перенесено з Чуфут-Кале до Євпаторії.

## Опис
Городище займає скелясте мисоподібне плато і складається із 3-х частин: 1) Бурунчак — великий пустир (близько 26 га), що його використовували як вигон для худоби, а у XVIII столітті навіть як ханський звіринець; 2) Старе місто (понад 7 га) у найвужчій частині плато, було обмежене із заходу невисокою огорожею, яка відокремлювала його від Бурунчаку, а зі сходу — Середнім оборонним муром, який має типові ранньовізантійські риси; 3) Нове місто (більше 3 га) — забудована територія між Середнім та Східним мурами. Останній збудований у дусі пізньосередньовічної фортифікації з урахуванням можливостей використання вогнепальної зброї.
У Старому місті (західній давнішій частині) збереглися численні печери, руїни мечеті, мавзолей дочки золотоординського хана Тохтамиша Джаніке (1437 року), два караїмські храми (кенаси). У Новому місті був ханський монетний двір, і чимало житлових будинків.
Мавзолей Джаніке Ханим — прекрасний зразок монументальної сельджуцької архітектури XV ст. З ім'ям Джаніке пов'язано кілька легенд. Одна з них свідчить, що Ханим жила у палаці на Чуфут-Кале поруч із казармами на тисячу воїнів і була ватажком цього гарнізону. Вона загинула, відважно захищаючи місто під час облоги, після чого хан наказав спорудити на місці її загибелі мавзолей восьмигранної форми, прикрашений різьбленими колонами, з покритим різьбленням високим порталом. У його глибині, на ступінчастому підвищенні, лежить надгробок з написом витонченою арабською в'яззю: «Це гробниця славетної царівни Джаніке Ханим, дочки Тохтамиш хана, що померла місяця рамазану 841 року».
Серед архітектурних пам'ятників, що збереглися, слід відзначити оборонну стіну Х століття, яка будувалася з трьох шарів (бокові стіни — з добре оброблених вапнякових блоків, а простір між ними був заповнений грубим ламаним каменем, скріпленим вапняним розчином). Загальна товщина стіни сягала 5 м.
До нашого часу з пам'яток караїмської громади у Старому місті найкраще збереглися будівлі двох кенас. Велику кенасу традиційно датують XIV ст., але за архітектурними ознаками та сучасними уявленнями про історію поселення можна припустити, що вона виникла не раніше XVII ст. Друга, мала кенаса, постала наприкінці XVIII століття, коли в Чуфут-Кале переселилася частина караїмів з покинутого ними Мангупа. У Новому місті вцілів комплекс садиби А.Фірковича. Із приблизно 200 печерних споруд більшість з'явилася у XVII–XVIII століттях, вони були господарських приміщеннями на садибах. У печерах у районі брами Кічик-Капу (Південних Малих воріт), за свідченням Евлії Челебі (1666), жили найбідніші мешканці.
Водопостачання фортеці в період раннього середньовіччя забезпечувала масштабна гідротехнічна споруда — колодязь Тік-Кую (із кримськотатарською «Вертикальний колодязь»), який поєднує похилу галерею (120 м) і вертикальну шахту (глибина понад 30 м), на дні якої два басейни. Над входом у галерею в давнину була башта, яка розташовувалася перед Кічик-Капу. Припускають, що ця система служила не лише для прихованого підходу до води, а, за потреби, могла слугувати укриттям для значної кількості людей чи використовуватися з культовою метою.
У Новому місті, біля садиби Фірковича, розташований шахтний колодязь Копка-Кую. У XVII столітті в колодязях води вже не було, її транспортували до міста на в'ючних тваринах від джерел Газі-Мансур (біля мусульманського некрополя в Йосафатовій долині) та Юсуф-Чокрак (3,5 км на південь, біля гори Бешик-Тау).
За 300 м на південний схід від Біюк-Капу у верхів'ї Йосафатової долини (названа за схожістю і призначенням з однойменною долиною в Єрусалимі) починається територія великого караїмського некрополя Балта-Тіймез (із караїмської «Сокира не торкнеться»), на якому століттями ховали караїмів Криму, а також із Західної України, Литви та інших регіонів світу. Тут зосереджено близько 7 тисяч надгробків, близько 3,4 тисяч, із яких мають епітафії (найраніші з них належать до середини 14 ст.). Поховання вихідців із чуфуткальської громади продовжували здійснювати аж до початку ХХ століття.
Археологічні дослідження на городищі проводили У.Боданінський і О.Акчокракли (1925—28), експедиція Інституту археології АН УРСР (керівник — Є.Веймарн, 1950-ті рр.), спільна експедиція Сімферопольського університету та Бахчисарайського історико-архітектурного музею (керівники — О.Герцен і Ю.Могаричев, 1983, 1987—88), експедиція Бахчисарайського заповідника (керівник — С.Карлов, 2000). Ранньосередньовічний могильник у долині Маріам-Дере досліджували П.Бабенчиков (1946—47), Є.Веймарн (1947), В.Кропоткін (1950—61); усього тут розкопано 109 склепів, 24 підбійні та 2 ґрунтові могили. Некрополь Балта-Тіймез вивчали Д.Хвольсон (1878, 1881), О.Мещерська і О.Хосроєв (1980-ті рр.). У 1997—2014 роках гебраїсти України, Росії та Ізраїлю проводили тут епіграфічні дослідження.
Чуфут-Кале у ХІХ–ХХ ст. відвідували відомі діячі мистецтва та культури різних народів, зокрема, О. Грибоєдов, А. Міцкевич, Л. Українка, М. Коцюбинський, І. Крамськой, І. Рєпін.

## Фотогалерея

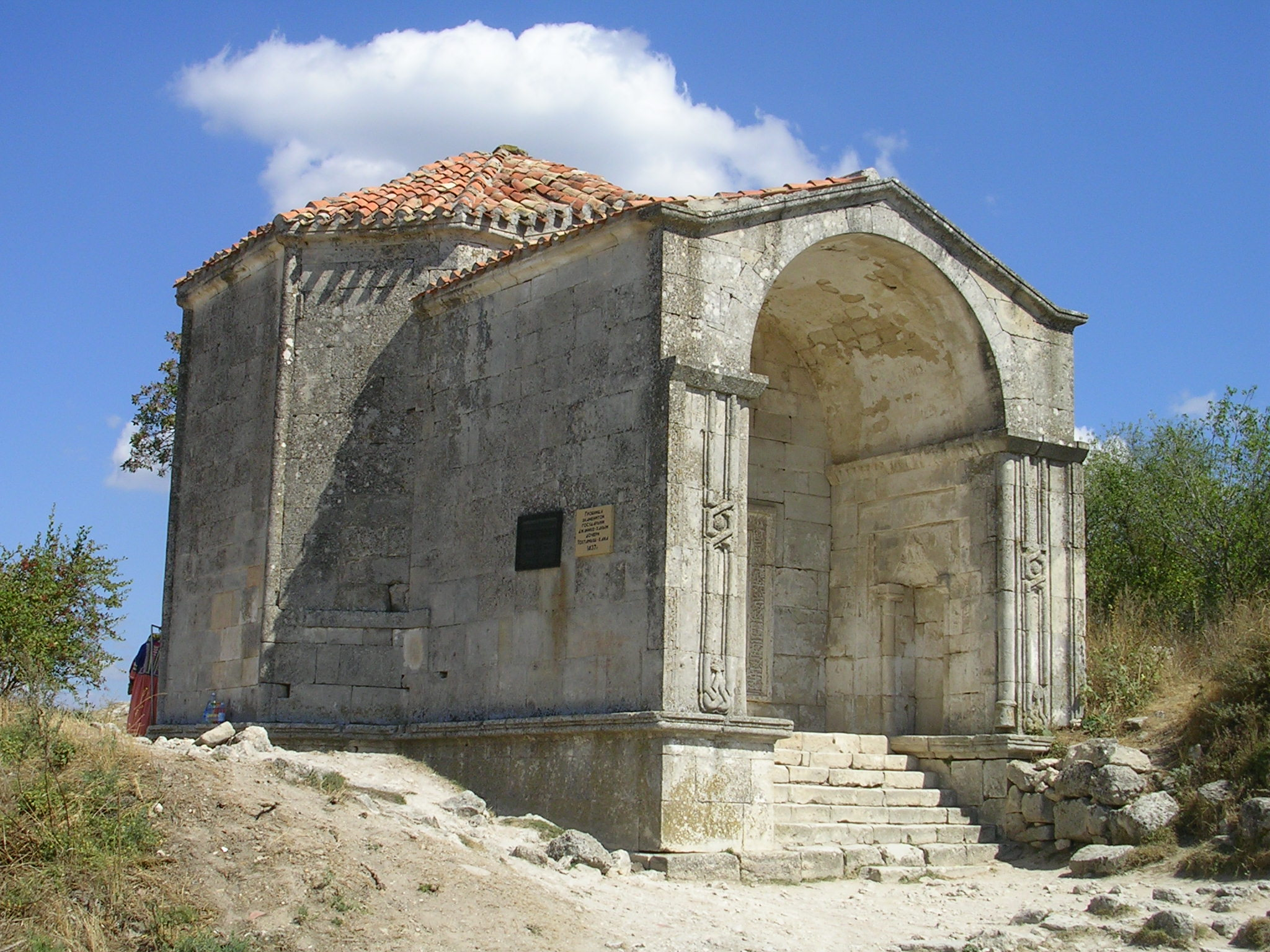
Мавзолей Джаніке-Ханум, дочки Тохтамиша
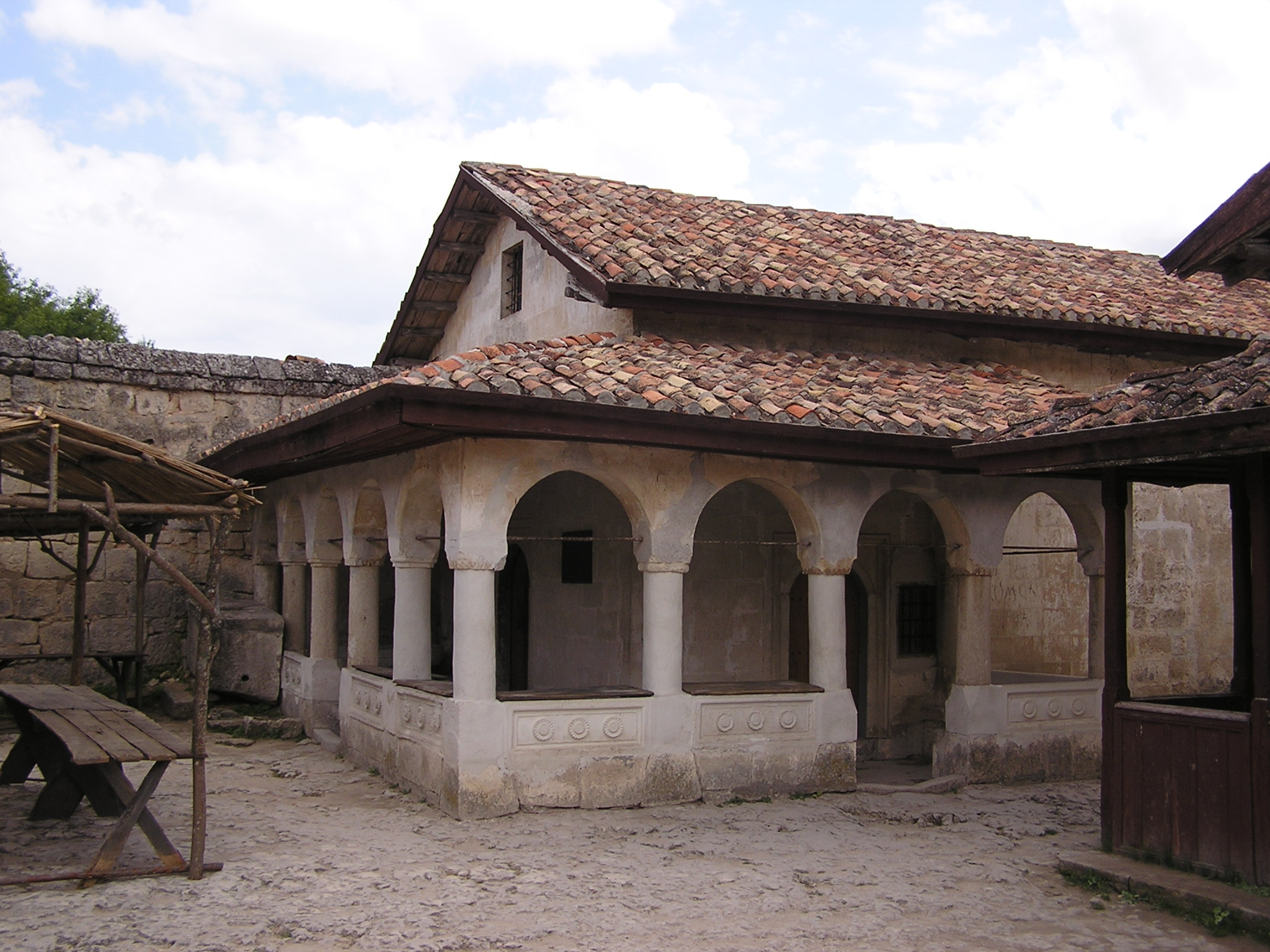
Караїмська кенаса (велика)
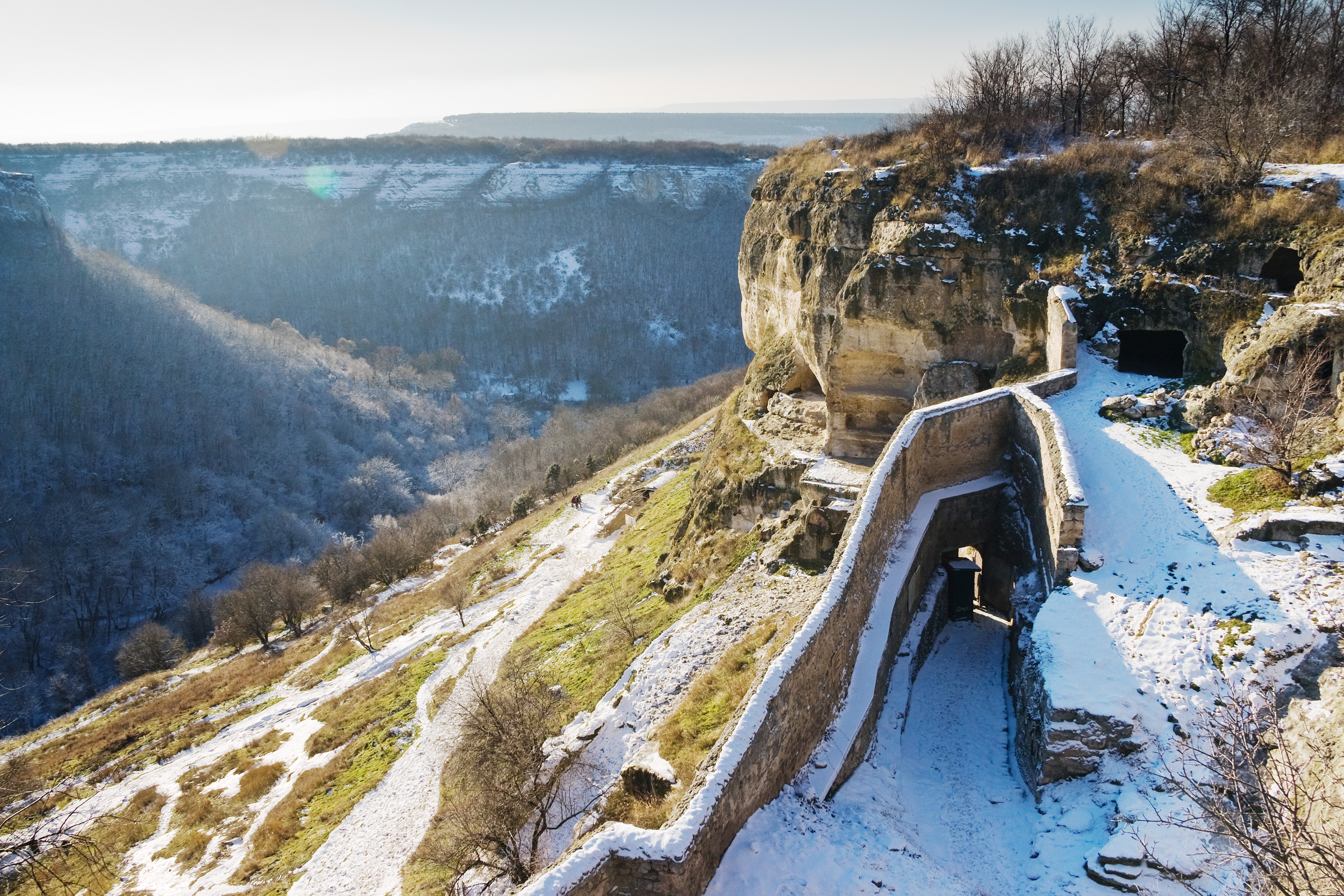
Вид із Чуфут Кале в бік Свято-Успенського печерного монастиря
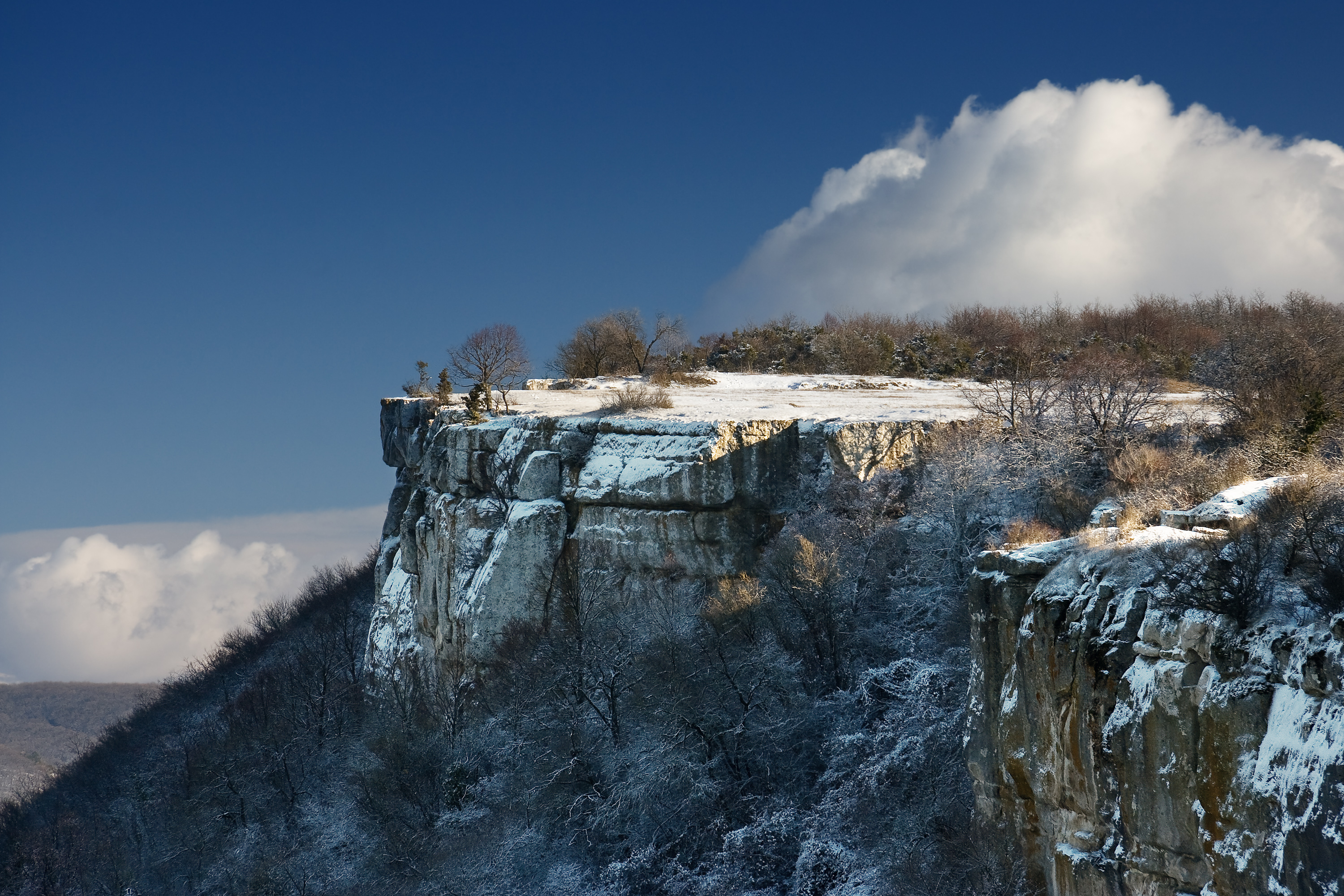
Вид із Чуфут Кале
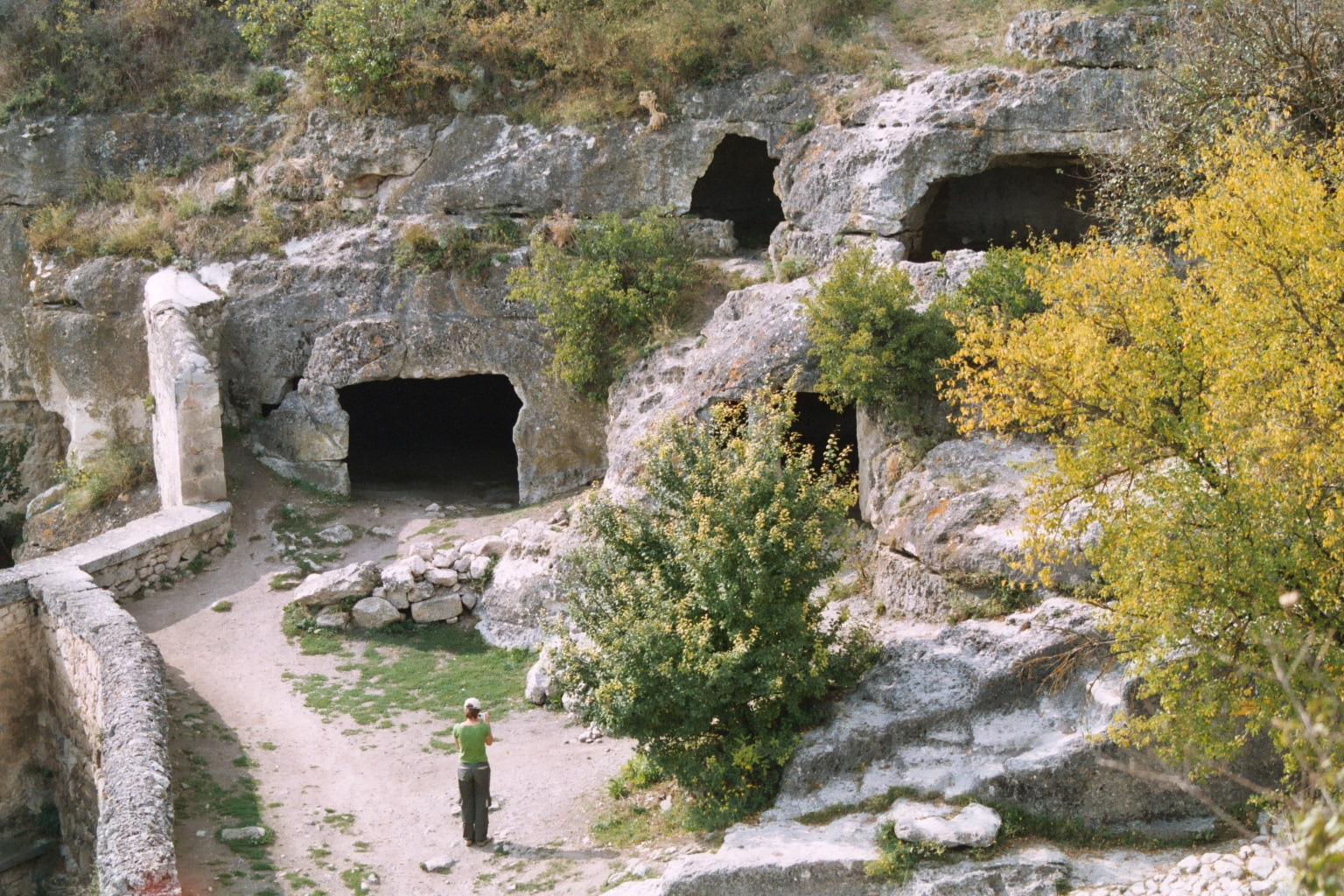
Печери в Чуфут Кале
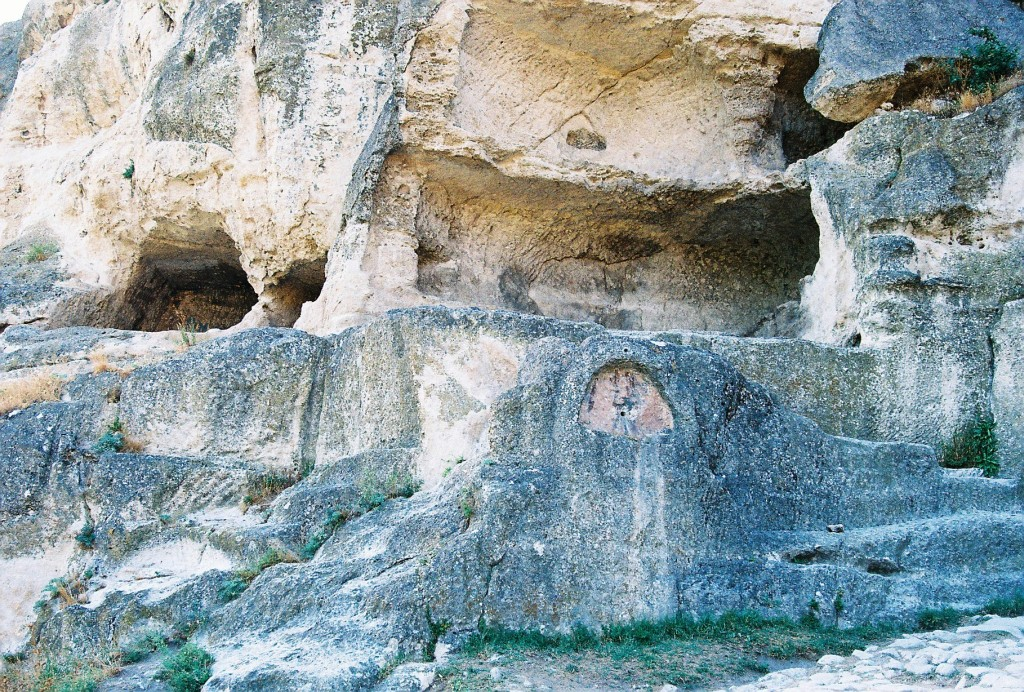
Печери зблизька в Чуфут Кале
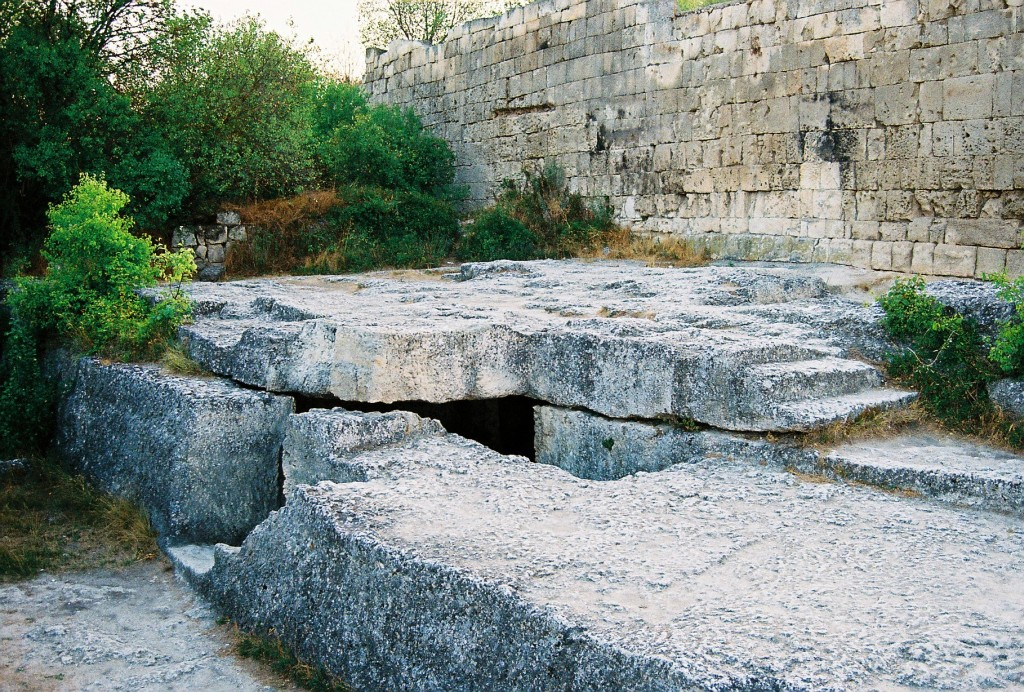
На верхівці погребальної камери
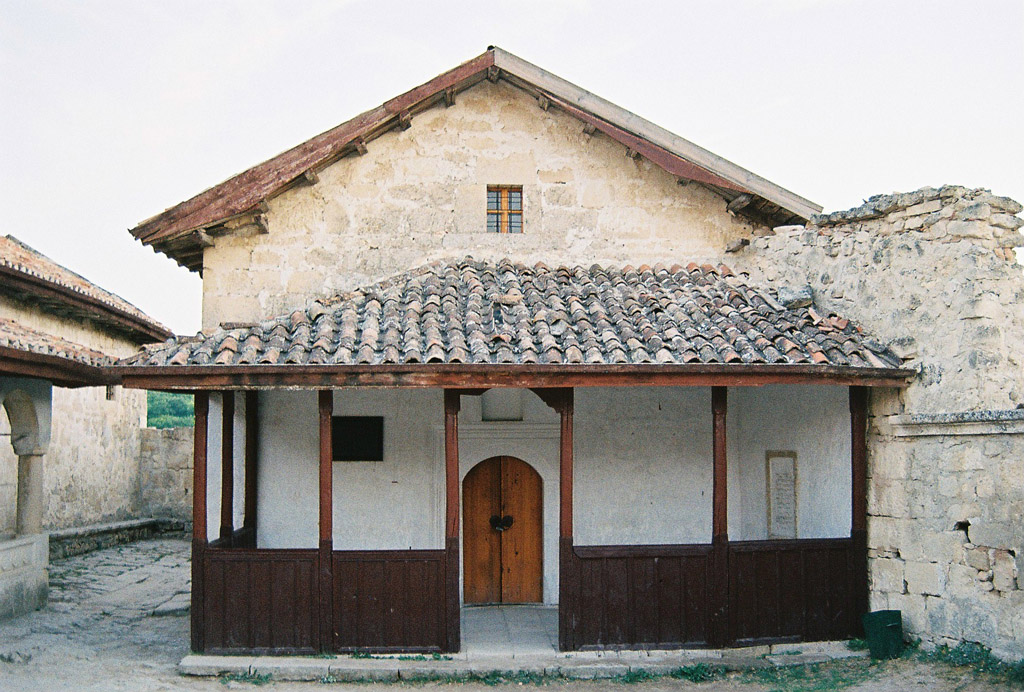
Караїмська кенаса (мала)
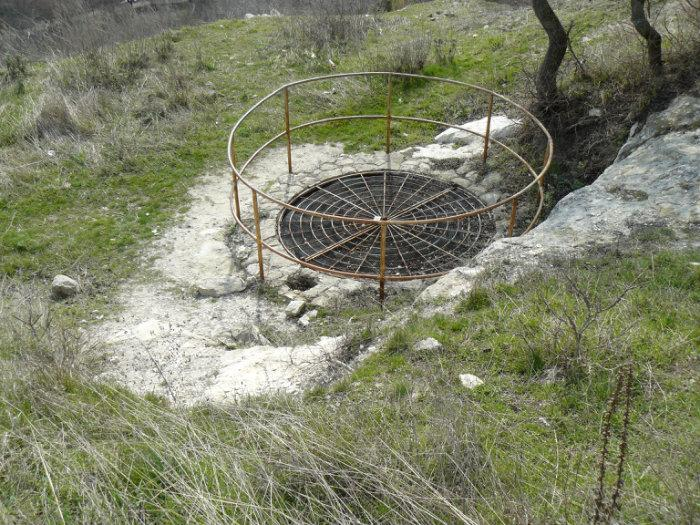
Колодязь Тік-кую

## Сучасний правовий статус Чуфут-Кале
Чуфут-Кале є пам'яткою архітектури національного значення згідно з Постановою КМУ № 518 від 25 червня 2020 р. (охоронний номер 010082). До складу пам'ятки національного значення входять такі елементи:
1. Мури фортеці з брамою та баштою, V—VI століття, охор. № 010082/1
2. Східний мур фортеці з великою брамою, XIII-XIV століття, охор. № 010082/2
3. Мур фортеці з малою брамою, XIII-XIV століття, охор. № 010082/3
4. Гробниця «Дюрбе Джаніке Ханим», 1437 рік, охор. № 010082/4;
5. Караїмська кенаса (велика), XIV століття, охор. № 010082/5;
6. Караїмська кенаса (мала), XVIII століття, охор. № 010082/6;
7. Жилий будинок XVIII століття, охор. № 010082/7

Також згідно з іншими нормативними актами, зокрема,
- постановою Ради Міністрів УРСР від 21.06.1965 р. № 711, діл. № 66;
- рішенням Кримського облвиконкому від 05.09.1969 р. № 595, діл. № 692;
- рішенням Кримського облвиконкому від 22.05.1979 р. № 284;
- рішенням Кримського облвиконкому від 15.01.1980 р. № 16;
- рішенням Кримського облвиконкому від 20.02.1990 р. № 48;

охороняються державою:
1. комплекс архітектурно-археологічний мис Бурунчак:
а) споруди наземні оборонні;
б) споруди печерні;
в) басейн водозбірний;
г) огорожі по краю обриву (руїни);
д) стіна, що відокремлює Бурунчак від Старого міста (руїни);
2. Комплекс «Старого міста»:
а) споруди оборонні у щілинах по краю обриву;
б) палац (руїни);
в) забудова житлова (руїни);
г) мечеть (руїни);
д) споруди печерні в районі південних воріт;
е) споруди печерні оборонні та господарські;
3. Комплекс «Нового міста»:
а) палац (руїни);
б) будинок гостьовий (руїни);
в) будинок житловий (будинок доглядача);
г) забудова житлова;
д) колодязь «Коплі-Кую»;
е) споруди печерні у малому рову перед середньою стіною;
є) споруди печерні «В'язниця»;
ж) споруди печерні оборонні;
4. Комплекс пам'яток, розташованих за межами городища:
а) басейн водозбірний перед воротами «Біюк-Капу»;
б) кладовище в Іософатовій долині;
в) споруди печерні на південному схилі балки Мар'ям-Дере;
г) притулок прискельний у південному обриві мису Бурунчак;
д) стіна оборонна середня з воротами Орта-Капу та системою ровів на території міста

Рішенням Кримського облвиконкому від 22.05.1979 р. № 284, встановлена охоронна зона, межі котрої проходять на відстані 70 м на північний захід від «бурунчацької» стіни (точки 1-4), по лінії на північний схід від обриву плато на відстані 50 м від «східної» стіни (точки 5-7) і далі по лінії на південний захід від обриву (точки 7-1); Рішенням Кримського облвиконкому від 15.01.1980 р. № 16, встановлена охоронна зона площею 113 га, що охоплює плато, на якому розташоване городище, і смугу вздовж південного обриву шириною з півночі на південь 250 м і довжиною із заходу на схід 1300 м, з ранньосередньовічним та караїмським кладовищами.
Чуфут-Кале — входить до складу Бахчисарайського історико-культурного заповідника і є одним із найбільш відвідуваних туристами його об'єктів. У 2012 Україна включила до Попереднього списку Всесвітньої спадщини ЮНЕСКО об'єкт «Культурний ландшафт печерних міст Кримської Готії», до складу якого входить Чуфут-Кале. Легальні органи влади не можуть здійснювати ефективний контроль за цією пам'яткою через протидію Росії, яка незаконно окупувала у 2014 році АР Крим і м. Севастополь, тому Україна звернулася з проханням до ЮНЕСКО здійснити моніторинг ситуації на тимчасово окупованих територіях, зокрема, щодо збереження об'єктів культурного спадку України.